# Rhodometra paralellaria
Rhodometra paralellaria är en fjärilsart som beskrevs av Krüger 1934. Rhodometra paralellaria ingår i släktet Rhodometra och familjen mätare. Inga underarter finns listade.